# Smetanova Lhota
Smetanova Lhota este un sat din Districtul Písek, Regiunea Boemia de Sud, Republica Cehă. Populație: cca. 260.
Se află la o altitudine de 413 m deasupra nivelului mării. Are o suprafață de 13,048121 km². Populația este de 272 locuitori, determinată în 1 ianuarie 2025, pe criteriul de domiciliu.
Faimosul fotbalist ceh Jan Koller s-a născut în acest sat.